# Vinculina
La vinculina és una proteïna que forma part del complex multiproteic d'adhesió cel·lular, el qual es troba entre la membrana i el citoesquelet. Va ser identificada l'any 1977 per Benjamin Geiger i Keith Burridge.
És una proteïna imprescindible que té un paper crític en la fisiologia humana. No té activitat enzimàtica, però es troba involucrada en la regulació de l'adhesió de la cadherina i de la integrina, que es connecten amb l'actina i talina de manera concreta segons la càrrega present.
És important per l'adhesió de complexos cel·lulars a partir de la unió directa, la polimerització i la remodelació de l'actina.
En absència de la vinculina, la matriu cel·lular i l'adhesió cel·lular es deterioren exponencialment.

## Estructura química
La vinculina és una proteïna del citoesquelet de 117 kDa de pes que presenta una seqüència de 1066 aminoàcids. Conté un extrem N-terminal àcid i un C-terminal bàsic, separats per un segment ric en prolina. Descobert per Geiger i per Burridge, la seva seqüència és entre un 20 i 30% similar a α-catenina. De fet, presenten una funció similar i interaccionen en alguns processos de manera conjunta.
Amb estudis posteriors de cristal·lització, s'ha observat que la vinculina està composta per vuit paquets α-hèlix antiparal·lels, organitzats en 5 dominis diferents. Els tres primers formen el cap, el quart és l'enllaçador i el cinquè és la cua.

### Dominis 1, 2 i 3
Els dominis 1, 2 i 3 formen el domini principal, també anomenat cap. Aquest és globular, presenta 835 aminoàcids, té un diàmetre de 80Å i una massa molecular de 95 kDa. En aquesta zona s'hi troben llocs d'unió per proteïnes, incloent-hi la talina, β-catenina, α-catenina, α-actina i una zona per la fosforilació de tirosina.

### Domini 4
A continuació, hi ha una regió central anomenada enllaçadora que connecta el domini cap i el domini cua. Aquest domini està format per 61 aminoàcids, compresos entre el 837 i el 878. Es troba enriquit per prolina.

### Domini 5
Finalment, el domini 5 és la cua. Aquest comprèn els aminoàcids des del 879 fins al 1066, conté l'extrem C-terminal, pesa 30kDa i té forma d'hèlix. Més concretament, està format per 5 hèlixs connectades per petits bucles. En aquesta zona hi ha llocs d'unió amb domini del cap de la vinculina, amb l'actina, amb la paxilina i amb lípids, principalment àcids fosfòrics.

## Activació
La vinculina experimenta canvis en la seva estructura. Aquests es donen quan la proteïna es localitza a les adhesions focals (AF). Fent ús de la transferència d'energia de ressonància de Förster (FRET) es va corroborar que la forma activa i estesa de la vinculina es troba en les AF, mentre que en el citoplasma resideix la forma inactiva, en aquest estat, es dona una interacció entre els dominis del cap i cua, generant el plegament en la proteïna.

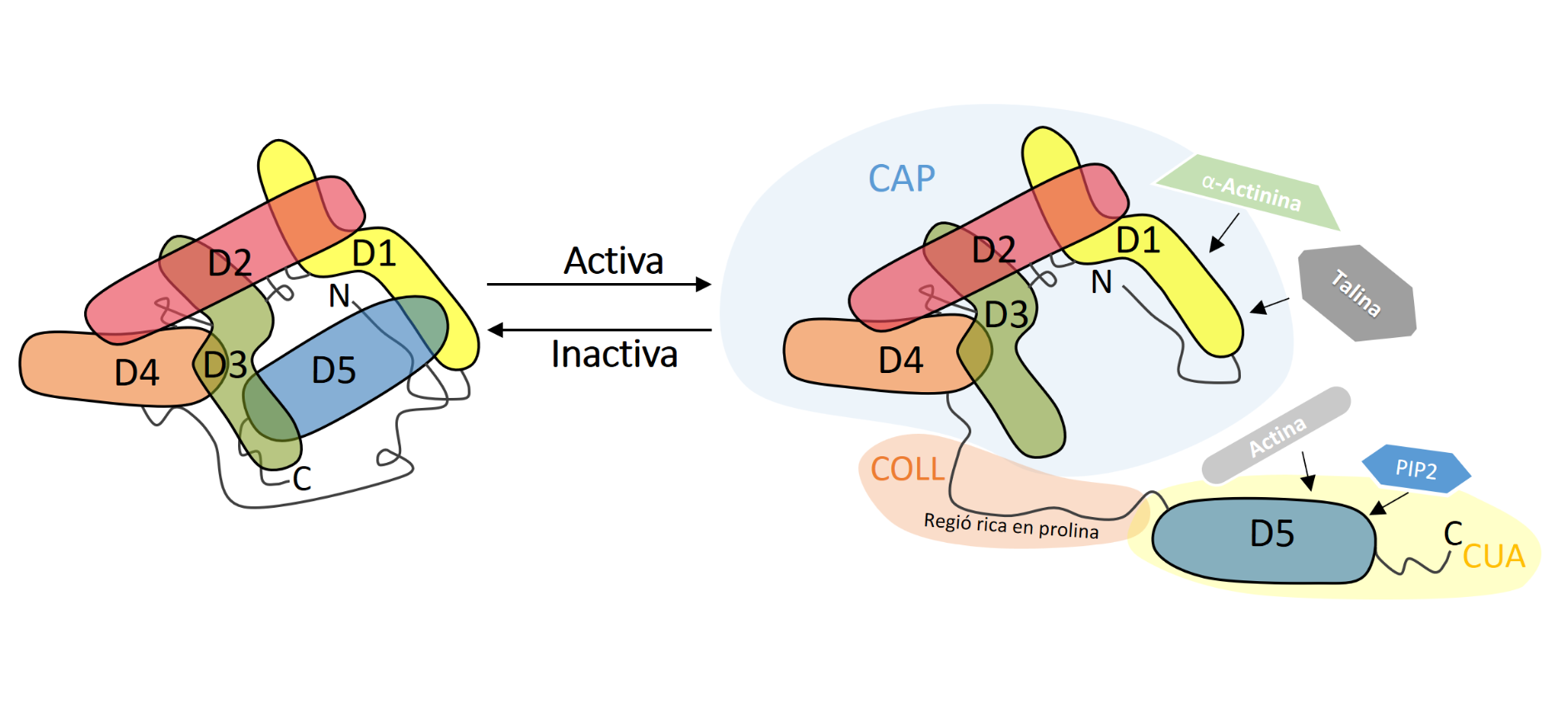
Esquematització de la disposició dels dominis de la vinculina en l'espai, tant en forma activa com incativa.

Es creu que en la cèl·lula existeix un equilibri entre la vinculina en forma inactiva i activa, aquesta darrera s'estableix gràcies a la interacció amb diferents socis vinculants. Hi ha proposats diversos models per a l'activació de la vinculina, existeixen evidències bioquímiques d'estudis in vitro, on la talina i α-actinina, intervenen en l'activació, juntament amb PIP2 (fosfatidilinositol-4,5-bifosfat) o actina en el que es descriu com a model combinatori, on aquests components són capaços d'interrompre la interacció cap-cua de la vinculina i desplegar-la.
D'estudis en cultius cel·lulars, s'ha observat que la talina és la principal proteïna implicada en l'activació de la vinculina, en lloc de α-actinina, ja que la talina es localitza amb la vinculina als CF (complexos focals). De fet, la presència de la talina és un requisit per a la localització de la vinculina en CF i AF.
Pel que fa a l'activació del domini 5, encara no és clar si PIP2 o l'actina és el soci preferit per a la vinculina, però com que els llocs d'unió de l'actina i PIP2 es superposen, és poc probable que tots dos s'uneixin simultàniament.
Un estudi ha demostrat que en mutants de vinculina deficients en la unió de PIP2, aquests es localitzen fàcilment a les AF, però inhibeixen la creació de nous AF, en el transcurs del temps, això provoca una disminució en la motilitat cel·lular. L'estudi proposa, per tant, que PIP2, en lloc d'implicar-se en l'activació de la vinculina, regula el seu alliberament de les AF. Es planteja doncs la possibilitat on PIP2 pugui competir i substituir la unió de l'actina per poder crear noves AF.

## Interaccions

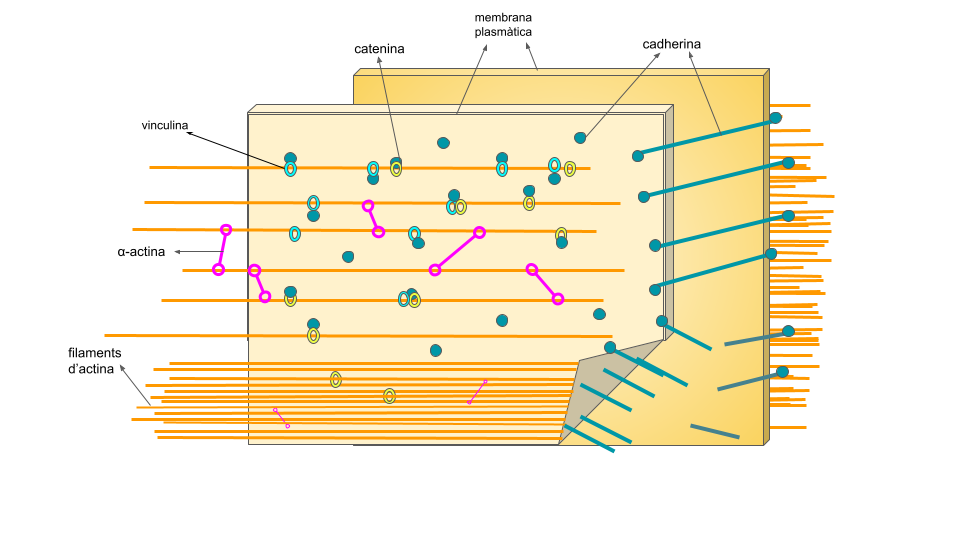
Interaccions de la vinculina a la membrana: la proteïna uneix els filaments d'actina a l'alfa actina i a la membrana, s'adhereix a la cadherina i, mitjançant el seu domini 5 (cua), s'uneix als lípids de membrana.

Entre totes les interaccions en les quals participa la vinculina, s'ha observat que les principals són amb la cadherina. És la vinculina la que permet enllaçar l'α-actinina a la membrana cel·lular.
Més concretament, els dominis 1, 2 i 3 s'associen la cadherina a les catenines α-, β-, i γ, que són proteïnes de membrana. El domini 5 s'uneix a lípids de membrana i als filaments d'actina. Gràcies a aquestes interaccions es fa possible l'adhesió cel·lular.
Els receptors d'adhesió recluten proteïnes que uneixen el receptor d'adhesió amb el citoesquelet d'actina. La vinculina, que no té activitat enzimàtica, regula l'adhesió entre cèl·lules i entre la cèl·lula i la matriu mitjançant la seva unió directa a l'actina. D'aquesta manera, estimula la polimerització de l'actina i recluta proteïnes de remodelació d'aquesta.
Si la vinculina és absent, les unions cèl·lula-cèl·lula i matriu-cèl·lula es deterioren exponencialment, fet que evidencia la seva importància en l'àmbit fisiològic.
Així mateix, fa unions i interaccions amb:
- CDH1[24]
- Paxilina[25]
- SORBS1[26]
- ARP2/3.[23] Aquesta interacció permet la migració cel·lular polaritzada. La vinculina, unida amb la integrina i amb el citoesquelet d'actina, du a terme forces que permeten la protrusió, és a dir, el desplaçament anterior, de la membrana.
- PIP2.[23] A partir de la unió entre la vinculina i PIP2, es dona un canvi de conformació que redueix la interacció de la vinculina amb l'actina, promovent així el desacoblament de les adhesions focals.

## Funció i mecanisme
Les adhesions focals i les unions adherents és al que està associada la vinculina. El complex de les adhesions focals es forma mitjançant el procés que passa durant la difusió i moviment cel·lular.
En primer lloc, s'uneixen els receptors d'integrina, que es troben a la superfície cel·lular, a les molècules d'adhesions de la matriu extracel·lular. Aquest complex es troba en moltes proteïnes com l'α-actinina, la paxilina i la talina, que es troben a la cara citoplasmàtica de la membrana cel·lular.
Quan l'extrem n-terminal de la vinculina s'uneix a la talina, aquest s'obre parcialment i ajuda a l'acoblament a l'integrina, mentre que el terminal carboxil s'uneix a l'actina. La unió de la vinculina a la talina o a l'actina és controlada per polifosfoinositols i inhibida per àcids fosfolípids.
Aquestes adhesions cel·lulars a la matriu extracel·lular regulen nombrosos processos biològics, com el creixement cel·lular, la migració, la diferenciació i la supervivència de la cèl·lula. De fet, la manca de la proteïna vinculina pot conduir a una disminució de la difusió i a una reducció en la formació de fibres de tensió, entre altres fets.
S'ha descobert que les cèl·lules que tenen una deficiència en vinculina tenen cons de creixement que avancen més lentament, a més de filopodis i lamel·lipodis, que són menys estables. Aquesta manca també pot conduir a la formació de menys fibres d'adhesió i, per tant, la no formació d'actina.
No obstant això, si s'afegeix vinculina en excés, es podria restaurar la difusió i l'adhesió i conduir al reclutament de proteïnes del citoesquelet a l'adhesió focal en el lloc de la unió amb la integrina.

## Zona de Vinculació/ "Binding Sites"
Els llocs d'unió de la vinculina es troben principalment a la talina i a molècules semblants a aquesta. Aquestes unions s'estabilitzen mitjançant la integrina de la matriu cel·lular. D'aquesta manera, la talina enllaça les integrines amb el citoesquelet d'actina. La seqüència que determina els llocs d'unió de vinculina és ‘LxxAAxvaxxVxxlixxA', una estructura secundària de quatre hèlixs amfipàtica. Els residus hidrofòbics que defineixen la zona d'unió es troben en el nucli de feixos helicoidals formant una barrera de talina.

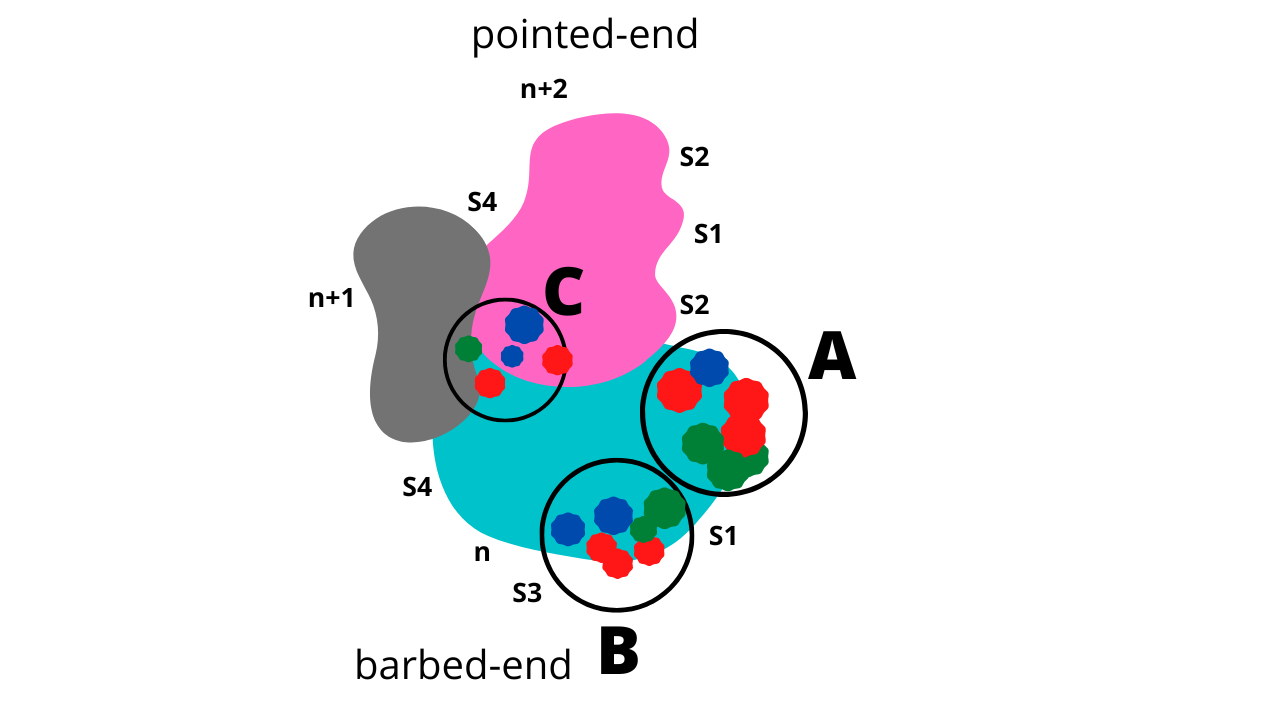
Llocs d'unió a l'actina per la vinculina

La vinculina també es pot a unir a llocs de la F-actina. La superfície de la F-actina té tres regions especialitzades en la interacció amb la vinculina. Els residus d'aquestes regions poden ser àcids (vermell), bàsics (blau) o polars (verd).
- La regió (A) té residus a la S1 de la subunitat n. Estan involucrats en la unió de la vinculina al llarg del filament d'actina i, a més, amb la protecció final d'aquesta.
- Els residus de la regió (B) es troben a la S1 i S3 del "barbed-end", involucrats en la protecció final del filament per la vinculina.
- Els residus de la regió (C) es troben a la S3 de la n-2 i a la S4 de la n. Aquests intervenen en la unió del domini 1 de la vinculina en la seva conformació oberta durant la unió a la F-actina al llarg del filament.[30]

## Actuació

### Actuació en adhesions focals
La vinculina és una proteïna essencial de les adhesions focals, ja que les estabilitza i regula la transmissió de forces per aquestes mateixes. Les adhesions focals són complexes macromoleculars que connecten el citoesquelet amb la matriu extracel·lular. Aquestes unions cel·lulars són orgànuls ordenats espacialment, que transdueixen la força des de l'actina del citoesquelet fins a les proteïnes transmembrana (integrals), les quals són heterodímers que s'enllacen a components de la matriu extracel·lular com la fibronectina, el col·lagen o la laminina. La força es transmet de l'actina F a les integrines a través d'aquestes components centrals per tal de promoure la migració cel·lular mitjançant un mecanisme anomenat "molecular clutch".
L'activació de la vinculina en les adhesions focals descobreix llocs d'unió per a nombroses proteïnes, incloent-hi la talina, l'α-actinina, la α- i la β-catenina entre d'altres.

#### Interacció de la vinculina amb l'actina
L'actina és una proteïna essencial del citoesquelet, es presenta en forma de filaments. La vinculina pot interactuar amb l'F-actina tant en el reclutament de filaments d'actina a les creixents adherències focals com també en la protecció dels filaments d'actina per regular la dinàmica. Mitjançant la dinàmica molecular, ambdues interaccions es duen a terme utilitzant diferents conformacions de vinculina. Es suggereix que la vinculina funcioni com un interruptor variable a les adherències focals. La conformació de la vinculina i la conformació precisa d'unió a la F-actina depèn del nivell de càrrega mecànica de l'adhesió focal.

### Regulació de processos fisiològics específics
La comunicació entre la matriu extracel·lular i el citoesquelet contràctil és necessari per a la majoria de processos relacionats amb el moviment cel·lular. Les adhesions focals són estructures macromoleculars que medien aquesta comunicació responent a senyals externes, també aplicant canvis regulats en les forces per tal de mediar els moviments cel·lulars dirigits. La vinculina és essencial pels dos tipus de senyalització, ja que du a terme canvis en la tensió del citoesquelet contràctil i la matriu extracel·lular. La vinculina, pel fet de ser una proteïna essencial de les adhesions focals, pot unir diferents lligands com pot ser, per exemple, el PIP2.
La vinculina activa també és capaç d'unir lípids lligats a la membrana com el fosfatidilinositol-4,5-difosfat (PIP2). Els fosfolípids d'inositol són components essencials en nombroses vies de senyalització, però la funció de la unió de PIP2 per la vinculació de la vinculina no és clara.
Recentment, s'ha informat de l'estructura cristal·lina de la vinculina humana unida a PIP2. Aquest revela que la unió de PIP2 altera l'estructura de la vinculina per dirigir l'oligomerització. A més, també demostra que la unió simultània del PIP2 i de la F-actina és estructuralment possible. L'estructura també va identificar inequívocament els residus de vinculina implicats en la unió de PIP2, permetent així el disseny de construccions mutants específicament deficients en la unió de PIP2.

## Relació vinculina i cèl·lules canceroses
La proteïna focal d'adhesió, la vinculina, realitza un paper important en la transmissió de forces mecàniques i en la funció d'orquestrar esdeveniments de senyalització mecànica. La desregulació de la vinculina dona com a resultat alteracions en l'adhesió, contractilitat, mobilitat i creixement cel·lulars. Tots aquests processos són destacats en la metàstasi del càncer.

### El rol de la vinculina en la proliferació cel·lular
A més, s'ha observat que una de les característiques de les cèl·lules "knock-out" de la vinculina és que es tornen resistents als senyals d'apoptosi. Aquest fet, juntament amb altres estudis que demostren l'increment de potencial metastàstic de les cèl·lules amb deficiència de vinculina, proporciona evidència del paper de la vinculina en la regulació de la supervivència i proliferació cel·lular. A nivell molecular, hi ha evidència del fet que hi ha dues vies de senyalització que indiquen que la vinculina pot actuar com un supressor de tumors quan inhibeix la ERK ("Extracelular signal-Regulated Kinase"), una proteïna amb un paper clau en la regulació de la proliferació cel·lular.
Una via inclou la vinculina en la modulació de la interacció de la paxilina-FAK (quinasa de les adhesions focals). Les cèl·lules "knock-out" de vinculina i l'expressió d'un complex amb una mutació en la regió de la cua de la vinculina, ambdós fets mostren un increment en les interaccions de la FAK-paxilina i la fosforilació. Aquest fet està correlacionat amb una regulació augmentativa de l'activitat ERK que supremeix l'apoptosi. S'ha vist que quan es duia a terme l'expressió de només la regió del coll-cua de la vinculina, es restaurava el potencial apòptic. Aquestes observacions han duit a la proposta que la cua de la vinculina competeix amb el FAK per unir-se amb la paxilina i, d'aquesta forma, regular la fosforilació de la paxilina.
La segona via intervinguda per la vinculina que provoca la modulació de l'ERK, és amb la interacció amb la proteïna CAP. La interacció de la proteïna CAP amb la vinculina és crucial per la seva agregació a les adhesions focals. A més, la proteïna CAP també es pot unir a la FAK i a la paxilina. Igualment, la proteïna CAP sembla un factor negatiu en la regulació de l'activitat ERK, ja que el seu esgotament provoca una activació de l'ERK mediada per la fibronectina, provocant un augment de la motilitat cel·lular. Queda per investigar si aquest augment de la motilitat cel·lular es correlaciona amb l'augment del potencial metastàsic de les cèl·lules "knock-out" de la vinculina, que no aconsegueixen reclutar CAP a les adhesions focals.

### Vinculina com a indicador desfavorable en càncer de pàncrees
Mitjançant l'anàlisi de diferents mostres de teixit pancreàtic, canceroses i no canceroses, S'ha observat que en les canceroses hi ha un augment significatiu de l'expressió del ARNm de la vinculina. Indicant així que en teixits cancerosos pancreàtics es veuen alts nivells de vinculina, en canvi, en teixits pancreàtics no cancerosos s'observa un nivell baix. En conclusió, la vinculina podria ser un indicador pronòstic desfavorable per pacients amb càncer de pàncrees.

## Deficiència i conseqüències
S'ha observat que la deficiència de la proteïna vinculina en estats embrionaris causa malformacions en mamífers. Als C.elegans, la deficiència de vinculina provoca la pèrdua d'activitat muscular i letalitat en fases larvàries. En embrions de ratolí, la deficiència provoca la reducció de la seva grandària i mort fetal, amb danys cerebrals i cardiovasculars.

## Vinculina i el cor
S'ha trobat que la vinculina ajuda a l'organització de proteïnes contràctils del cor i reforça la bastida dels cors. Això promou el bon funcionament general del cor a mesura que es millora el funcionament contràctil. La vinculina s'acumula en quantitats més grans en els cors de micos, rates i humans, així com mosques. S'ha descobert que les mosques que han estat genèticament modificades per produir més vinculina per sobreexpressió van viure significativament més temps que les mosques de fruita normals.

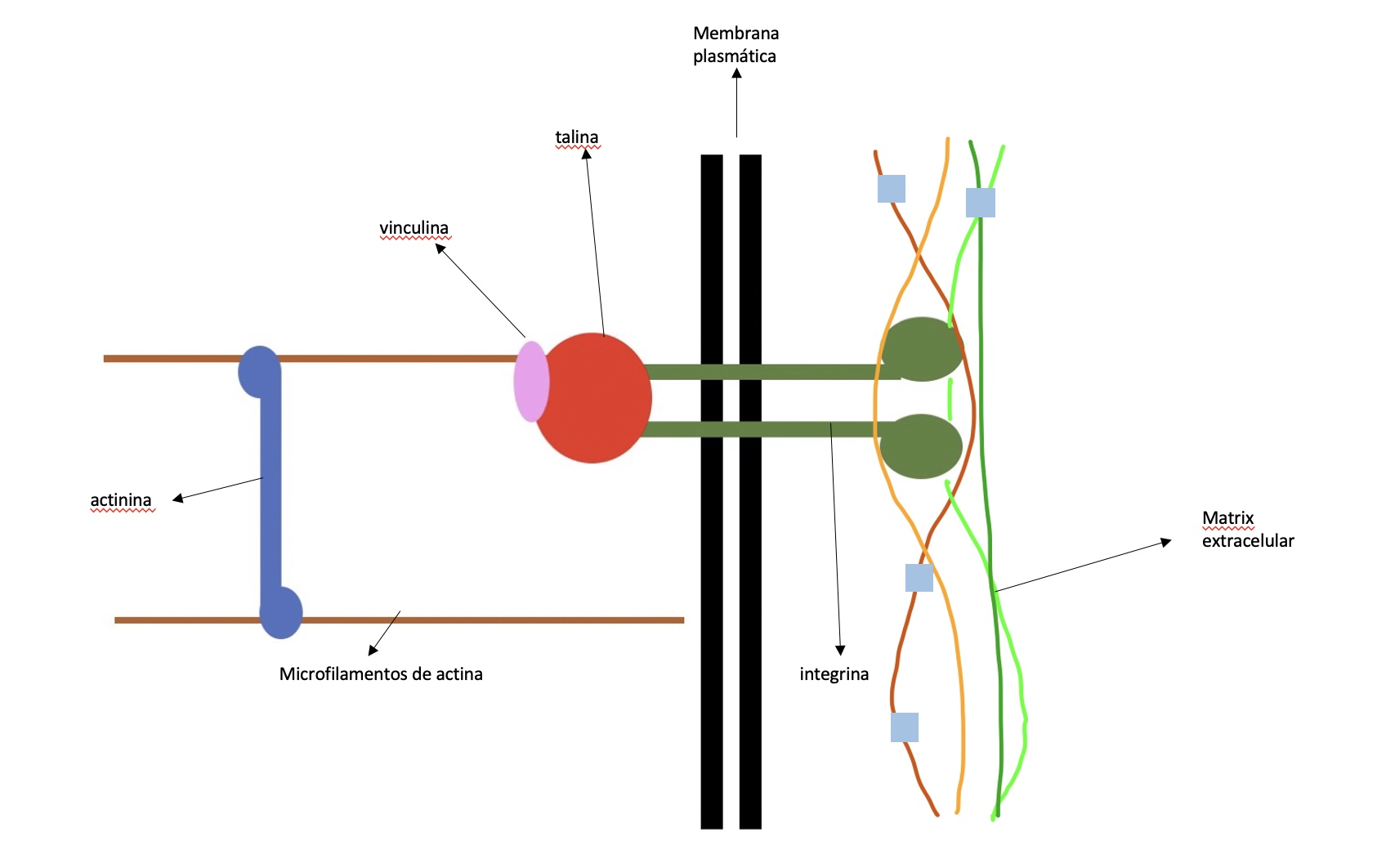
Les adhesions cel·lulars que tenen lloc a la membrana cel·lular en les cèl·lules del cor

La malaltia cardíaca és una de les principals causes de mort a tot el món i un dels principals riscos és l'edat. Treballant en l'expressió gènica que sobreexpressa la vinculina, es podrien crear noves teràpies genètiques que ajudin a solucionar aquests problemes cardíacs relacionats amb l'edat.